# Colonnello March
Colonnello March (Colonel March of Scotland Yard) è una serie televisiva britannica in 26 episodi trasmessi per la prima volta nel corso di una sola stagione nel 1956.
È basata sul personaggio del colonnello March creato dall'autore Carter Dickson nel romanzo The Department of Queer Complaints del 1940. È una serie del genere poliziesco incentrata sulle vicende del detective dall'occhio bendato Perceval March che lavora per Scotland Yard. March è interpretato da Boris Karloff che aveva già dato vita a questo personaggio nel film Colonel March Investigates del 1955.

## Trama
Perceval March è un investigatore londinese per Scotland Yard che porta una benda nera sull'occhio sinistro (le cause dell'incidente non vengono mai spiegate nel corso della serie). March è specializzato in casi ai limiti dell'impossibile, omicidi e misteri che sembrano sfidare la realtà: alieni, persone invisibili, fantasmi, creature leggendarie (come lo yeti). Ad affiancarlo in queste indagini è il suo collega del dipartimento, l'ispettore Ames (sostituito in qualche episodio da un investigatore della polizia francese, il commissario Goron).

## Personaggi e interpreti
- Colonnello Perceval March (26 episodi), interpretato da Boris Karloff.
- Ispettore Ames (21 episodi), interpretato da Ewan Roberts.
- Ispettore Goron (5 episodi), interpretato da Eric Pohlmann.
- Mary Gray (2 episodi), interpretata da Doris Nolan.
- Dottor Brian Hayes (2 episodi), interpretato da Phil Brown.
- Francois (2 episodi), interpretato da Anton Diffring.
- Ispettore Thoreau (2 episodi), interpretato da Marne Maitland.

## Produzione
La serie fu prodotta da Fountain Films, Independent Television e Panda Productions e girata nei Southall Studios a Southall in Inghilterra. Le musiche furono composte da Edwin Astley e Philip Green.

### Registi
Tra i registi sono accreditati:
- Paul Dickson in 1 episodio (1954)
- Phil Brown in 3 episodi (1954-1956)
- Bernard Knowles in 11 episodi (1954-1956)
- Terence Fisher in 1 episodio (1956)
- Donald Ginsberg in 3 episodi (1956)
- Arthur Crabtree in 7 episodi (1956)

### Sceneggiatori
Tra gli sceneggiatori sono accreditati:
- John Dickson Carr in 26 episodi (1954-1956)
- Leslie Slote in 16 episodi (1954-1956)
- Peter Green in 3 episodi (1956)
- Paul Monash in 3 episodi (1956)
- Waldo Salt in 2 episodi (1956)

## Distribuzione
La serie fu trasmessa nel Regno Unito dal 29 febbraio 1956 all'11 settembre 1956 sulla rete televisiva Independent Television. In Italia è stata trasmessa con il titolo Colonnello March.
Alcune delle uscite internazionali sono state:
- nel Regno Unito il 29 febbraio 1956 (Colonel March of Scotland Yard)
- in Francia il 13 agosto 1961 (Les aventures du Colonel March)
- in Finlandia (Eversti March)
- in Argentina (Coronel March de Scotland Yard)
- in Italia (Colonnello March)

## Episodi
| Stagione       | Episodi | Prima TV Regno Unito |
| -------------- | ------- | -------------------- |
| Prima stagione | 26      | 1956                 |